# Óscar Pérez Rojas
Óscar "El Conejo" Pérez Rojas, född 1 februari 1973 i Mexico City, är en mexikansk före detta fotbollsmålvakt som senast spelade för Pachuca. 
Han har sedan 1997 spelat 54 landskamper för Mexikos landslag. Han spelade fyra matcher vid VM i fotboll 2002 och VM i fotboll 2010, och var uttagen till VM i fotboll 1998, men spelade aldrig.
Han debuterade den 24 juli 2011 för San Luis, i en 0–2-förlust mot UNAM Pumas. Debuten för Pachuca kom den 21 juli 2013, i en 1–0-vinst över Deportivo Toluca.

## Meriter
- USA Cup (1): 1999
- FIFA Confederations Cup (1): 1999
- CONCACAF Gold Cup (3): 1998, 2003, 2009